# La Ribera de Belén
La Ribera es un distrito del cantón de Belén, en la provincia de Heredia, de Costa Rica.

## Geografía
La Ribera cuenta con un área de 4,26 km² y una altitud media de 953 m s. n. m.

## Demografía
Para el año 2022, La Ribera cuenta con una población estimada de 7694 habitantes, y para el último censo efectuado, en 2011, La Ribera contaba con una población de 6040 habitantes.

## Localidades
- Barrios: Fuente, Labores (parte), Vista Linda, Cristo Rey (parte).
- Poblados: Echeverría (parte).

## Transporte

### Carreteras
Al distrito lo atraviesan las siguientes rutas nacionales de carretera:
- Ruta nacional 1
- Ruta nacional 3
- Ruta nacional 111
- Ruta nacional 129

### Ferrocarril
El Tren Interurbano administrado por el Instituto Costarricense de Ferrocarriles, atraviesa este distrito.